# Masegosa
Masegosa è un comune spagnolo di 119 abitanti situato nella comunità autonoma di Castiglia-La Mancia.